# 아제르바이잔 국가 올림픽 위원회
아제르바이잔 국가 올림픽 위원회(아제르바이잔어: Azərbaycan Milli Olimpiya Komitəsi)는 아제르바이잔의 국가 올림픽 위원회이다. IOC 코드는 AZE이다. 본부는 바쿠에 있으며 유럽 올림픽 위원회에 소속되어 있다.
1992년에 설립되었으며 1993년에 국제 올림픽 위원회의 승인을 받았다. 올림픽, 유러피언 게임을 비롯한 국제 스포츠 대회에 참가하는 아제르바이잔의 선수들을 대표한다.

## 같이 보기
- 올림픽 아제르바이잔 선수단